# Marie Kreutzer
Marie Kreutzer (Graz, 1977) es una directora de cine y guionista austríaca.

## Trayectoria
Su primera intención era ser escritora. Asistió a la escuela AHS Modellschule de Granz y más tarde a la Academia de Cine de Viena entre 1998 y 2005 donde desarrolló su interés por el dibujo psicológico de los personajes. Desde sus años de estudiante -explica- siempre se ha dedicado al cine o la televisión. Es guionista y directora desde 1999. Con pocas excepciones, Kreutzer es también guionista de sus propias películas.
Presentó en 2011 su primer largometraje The Fatherless (Die Vaterlosen) en la que trataba de niños que crecían en comunas que recibió la Mención especial como Mejor ópera prima en el Festival de Cine de Berlín. Más tarde continuó analizando la nueva generación y su crianza a partir de sus propias experiencias en We Used to Be Cool. El suelo bajo mis pies (The Ground Beneath My Feet) una película que trata sobre la presión que recae sobre las mujeres que tienen que compaginar su vida profesional con los cuidados en un marco de esquizofrenia y neoliberalismo, fue nominada al Oso de Oro en 2019.
Kreutzer se muestra especialmente interesada para mostrar la complejidad de los personajes en el cine. Así lo explica cuando habla de su película La emperatriz rebelde (Corsage) con guion propio, estrenada en 2022. Se trata de la primera coproducción internacional de la directora. Está coproducida entre Austria, Alemania, Francia y Luxemburgo con un presupuesto de 7,3 millones de euros, trata sobre los últimos años de la emperatriz Isabel de Austria alejándola del perfil de víctima. La protagonista de la película Vicky Krieps ha ganado varios premios por su interpretación después de que se presentara en Un certain regard en Cannes. La película ha sido también vencedora del Festival de Londres, ha sido deleccionada en los Premios del Cine Europeo (EFA) en la categoría de Mejor Película Europea y elegida para representar a Austria en los Oscar.

## Igualdad de las mujeres en el cine
Marie Kreutzer es activista en política cultural. se posiciona como feminista y reivindica la igualdad salarial entre hombres y mujeres en el cine. Ha luchado públicamente reclamando cuotas para financiación de películas realizadas por mujeres.

## Filmografía
- 2000: Cappy Leit, (cortometraje)
- 2002: Un peu beaucoup, (cortometraje)
- 2006: White Box, cortometraje basado en la historia de Siri Hustvedt
- 2007: Punsch Noël, (cortometraje)
- 2009: Ingrid, (cortometraje)
- 2011: The Fatherless (largometraje)
- 2015: Gruber geht, a partir de la novela de Doris Knecht
- 2016: We used to be cool (Was hat uns bloß so ruiniert )
- 2017: Stadtkomödie
- 2019: El suelo bajo mis pies (The Ground Beneath My Feet)
- 2020: What we wanted
- 2021: Landkrimi
- 2022: La emperatriz rebelde (Corsage)